# 中国工程科学
《中国工程科学》是中国工程院创办的一份学术期刊，内容以工程学方面的论文为主。1999年10月开始出版。